# 奈良朝鮮初級学校
奈良朝鮮幼稚班（ならちょうせんようちえん）나라조선유지원は学校法人奈良朝鮮学園が運営し奈良県橿原市にある朝鮮学校である。
日本の幼稚園に相当する教育を行っている。
2008年までは日本の小学校に相当する教育も行っていた。（当時は奈良朝鮮初中級学校）

## 概要
- 奈良県在住の在日朝鮮人子弟を対象に教育を行っているが三重県の伊賀市なども通学範囲のようである。

## 沿革
- 1969年 - 開校
- 1970年 - 学校法人認可
- 1998年に中級部を廃止
- 2008年3月20日をもって、一時休校
- 2012年に幼稚班のみ運営を再開

## 学科
- 幼稚班

## 所在地
- 〒634-0028 橿原市法花寺町79

座標: 北緯34度30分36.7秒 東経135度48分49.4秒 / 北緯34.510194度 東経135.813722度